# Feelin' Bitchy
Albums de Millie Jackson
Free and in Love
(1976) Lovingly Yours
(1977)
Singles
1. If You're Not Back in Love by Monday
Sortie : 1977
2. All the Way Lover
Sortie : 1978

Feelin' Bitchy est le septième album studio de Millie Jackson, sorti en 1977.
L'album, qui s'est classé 4e au Top R&B/Hip-Hop Albums et 34e au Billboard 200, a été certifié disque d'or le 19 décembre 1977 par la RIAA.
L'album prolonge le thème des couples qui ne s'entendent pas, des femmes arrachant les maris au foyer conjugal. L'album est remarquable pour le titre All the Way Lover.

## Liste des titres
| No | Titre                                | Durée |
| -- | ------------------------------------ | ----- |
| 1. | All the Way Lover                    | 10:44 |
| 2. | Lovin' Your Good Thing Away          | 3:11  |
| 3. | Angel in Your Arms                   | 4:02  |
| 4. | A Little Taste of Outside Love       | 3:41  |
| 5. | You Created a Monster                | 2:24  |
| 6. | Cheatin' Is                          | 3:20  |
| 7. | If You're Not Back in Love By Monday | 4:45  |
| 8. | Feelin' Like a Woman                 | 4:26  |